# Kościół Wniebowzięcia Najświętszej Maryi Panny w Świerzawie
Kościół Wniebowzięcia Najświętszej Maryi Panny – rzymskokatolicki kościół parafialny należący do dekanatu Świerzawa diecezji legnickiej.

## Architektura
Jest to świątynia wzmiankowana w 1381 roku, składa się z prezbiterium wybudowanego w 2. połowie XIV wieku, oraz korpusu nawowego wzniesionego w XV wieku i odrestaurowanego w XIX wieku. Kościół jest orientowany, murowany, wzniesiony z kamienia, trójnawowy. Typ świątyni jest pseudobazylikowy, z jednonawowym prezbiterium zakończonym wielobocznie. Wnętrza są nakryte sklepieniami krzyżowo-żebrowymi. Od strony północnej i zachodniej są umieszczone dwa bogato rzeźbione portale w stylu gotyckim. 

## Wyposażenie

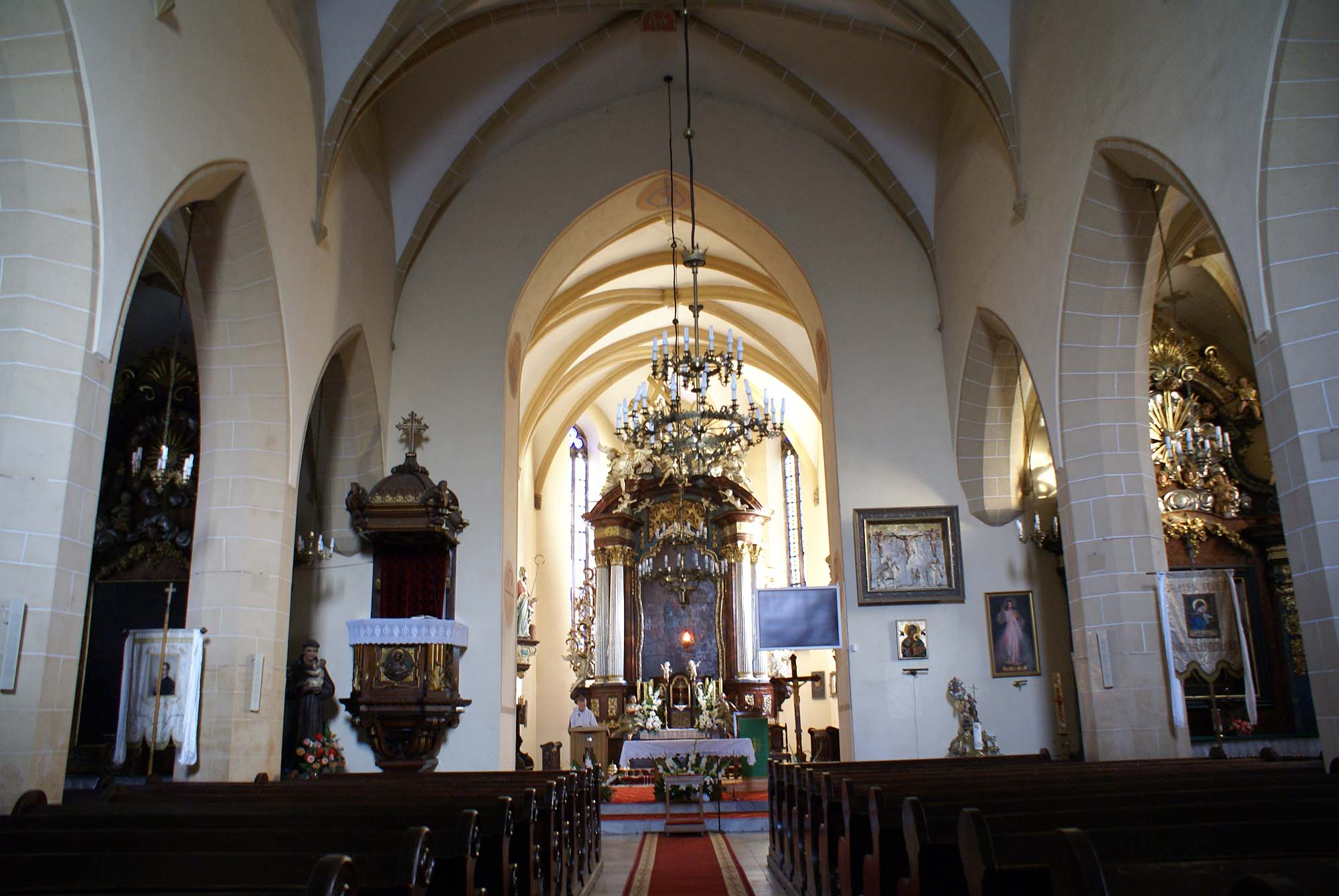
Wnętrze świątyni

W ścianę budowli wmurowane są płyty nagrobne, pochodzące z XVI - XIX wieku. Wewnątrz kościoła znajdują się chrzcielnica w stylu późnogotyckim, z pokrywą, płaskorzeźba z XVI wieku ze sceną Ukrzyżowania, ołtarz z XVIII wieku, wykonany przez Klahra Młodszego, figury świętych pochodzące z XVIII wieku.